# Annales des quatre maîtres
Pour les articles homonymes, voir Annales (homonymie).
Les Annales des quatre maîtres ou, de façon plus complète, les Annales du royaume d'Irlande par les quatre maîtres (anglais : Annals of the Four Masters, A.F.M. Irlandais : Annála Ríoghachta Éireann nóAnnála na gCeithre Máistrí)) sont des chroniques de l'histoire médiévale irlandaise. L'ensemble couvre la période allant du Déluge en 2242 de l'âge du monde, soit 2 958 av. J.-C. à 1616 AD. Toutefois, les entrées les plus anciennes ne datent que de 550.

## Le texte
Les annales consistent principalement en une compilation d'annales plus anciennes, bien qu'il y ait un peu de travail original. Cette compilation eut lieu entre 1632 et 1636 dans le monastère franciscain du comté de Donegal. Les entrées du XIIe siècle et précédentes ont été collectées dans de vieilles annales monastiques. Les entrées ultérieures ont été prises dans les registres de l'aristocratie irlandaise, comme les Annales d'Ulster, et enfin, les entrées du XVIIe siècle viennent de souvenirs et d'observations personnelles.
Leur principal auteur est Mícheál Ó Cléirigh (en), assisté par Peregrine O'Clery, Fergus O'Mulconry, Peregrine O'Duignan (en) et quelques autres. Bien qu'un seul d'entre eux, Mícheál Ó Cléirigh, fût véritablement franciscain, ils devinrent connus sous le nom des « quatre frères », ou, dans la version gaélique originale, Na Ceithre Maistir, qui devint dans la version anglaise « Les Quatre Maîtres », donnant leur nom à ces annales. Le mécène du projet fut Fearghal Ó Gadhra, un noble du comté de Sligo.
Les annales furent à l'origine écrites en irlandais. Il en existe plusieurs copies, conservées au Trinity College de Dublin, à l'Académie royale irlandaise et à l'University College de Dublin.
La première traduction importante en anglais fut publiée par Owen Connellan en 1846. Elle incluait les annales du XIe siècle au XVIIe siècle inclus. C'était la seule version possédant un frontispice quatre-couleurs et une grande carte pliante situant les familles en Irlande. Elle demeura presque oubliée pendant plus de 150 ans, et fut finalement sauvée et rééditée au début du XXIe siècle. La traduction de Connellan fut suivie quelques années plus tard par une traduction complète par l'historien John O'Donovan. Une traduction complète en français fut donnée par Henri Lizeray en 1882.
Ces annales sont une des principales sources en gaélique de l'histoire irlandaise jusqu'en 1616. Alors que beaucoup des premiers chapitres sont essentiellement des énumérations de noms et de dates, les chapitres ultérieurs, qui traitent d'événements dont les auteurs eurent des comptes rendus de témoins, sont bien plus détaillés.
La fiabilité et l'utilité des Annales, en tant que source pour l'histoire, ont parfois été remises en question, car elles se limitent à rapporter les naissances, les morts et les actions de la noblesse gaélique irlandaise, en ignorant bien souvent des mouvements ou des événements sociaux plus étendus. De plus, les auteurs relevaient de la tradition des bardes, qui dépendaient du mécénat de la noblesse irlandaise traditionnelle, et qui étaient donc réticents à critiquer ses actes.
D'un autre côté, les Annales, en tant qu'une des rares sources gaéliques en prose de cette période, fournit un aperçu précieux d'événements, tels que les Rébellions du Desmond et la guerre de Neuf Ans en Irlande, selon le point de vue des Irlandais autochtones.